# Institut für Arbeit und Gesundheit der Deutschen Gesetzlichen Unfallversicherung
Das Institut für Arbeit und Gesundheit der Deutschen Gesetzlichen Unfallversicherung (IAG) ist eine Bildungs- und Forschungseinrichtung und Teil der DGUV Akademie in Dresden auf dem Campus der ehemaligen Sächsischen Landesschule. Träger ist die Deutsche Gesetzliche Unfallversicherung.
Das Institut bietet Seminare, Workshops und Tagungen zu Sicherheit und Gesundheit bei der Arbeit an. Nach eigenen Angaben führt das IAG jährlich Veranstaltungen mit insgesamt mehr als 10.000 Teilnehmern durch. Die Bildungsangebote richten sich mit etwa 350 Seminaren pro Jahr unter anderem an Fachkräfte für Arbeitssicherheit, Präventionsfachleute der Unfallversicherungsträger und Trainer im Arbeitsschutz sowie Betriebsärzte und arbeitsmedizinisches Assistenzpersonal. Für größere Veranstaltungen mit 200 bis 500 Gästen wurde 2013 ein Tagungszentrum eröffnet.
Das IAG wendet ca. 25 % seiner Kapazität für Forschung auf. Aktuelle Forschungsschwerpunkte sind unter anderem psychische Belastungen und Gesundheit, Arbeit im demografischen Wandel, neue Ansätze in der Erwachsenenbildung, Verkehrssicherheit im Zusammenhang mit der Arbeit, betriebliches Gesundheitsmanagement und die Evaluation von Präventionsmaßnahmen.
Im Zuge eines einheitlichen Auftretens der Träger der gesetzlichen Unfallversicherung wurde das Berufsgenossenschaftliche Institut Arbeit und Gesundheit (BGAG) zum 1. Januar 2010 in Institut für Arbeit und Gesundheit der DGUV (IAG) umbenannt. Das Institut beschäftigt ca. 110 Mitarbeiter.
Leiter ist Dirk Windemuth.